# Disciple (группа)
Disciple — американская рок-группа, образованная в Ноксвилле (штат Теннесси) в 1992 году. Стиль коллектива характеризуется как христианский метал.

## История

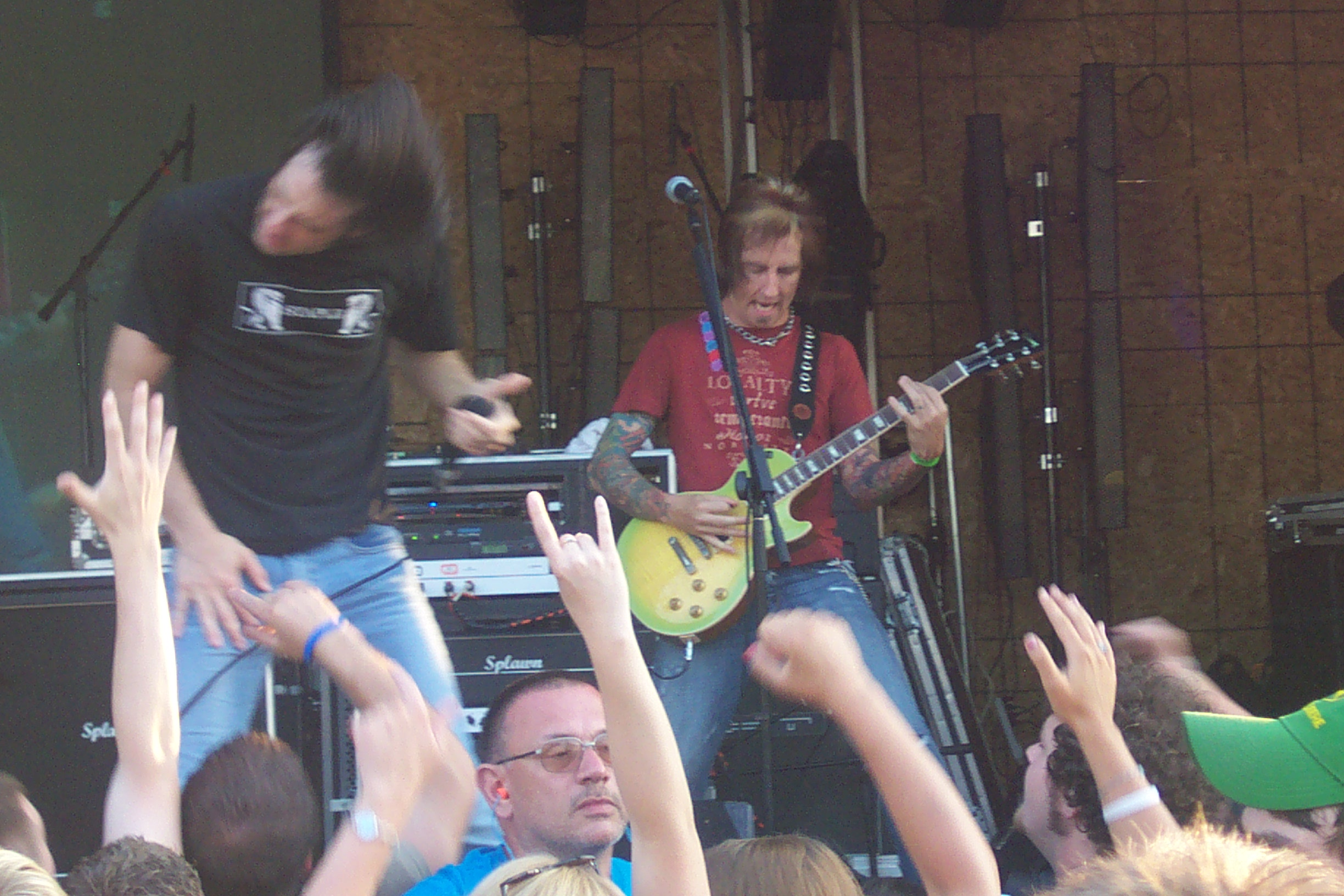
Disciple во время концерта

Группа Disciple была сформирована в 1992 году школьными друзьями Кевином Янгом, Брэдом Ноа, Адрианом ДиТоммази и Тимом Барретом. В конце 1993 Disciple подписывают двухлетний контракт с Warner Brothers/Slain Records и записывают свой первый CD под названием What Was I Thinking, спустя месяц группа уезжает в тур, в поддержку альбома в который вошло 42 концерта (22 из которых проходили в Германии, Праге и Японии). В 1995 году из группы внезапно уходит басист Адриан ДиТоммази.
В 1997 Disciple записывают EP My Daddy Can Whip Your Daddy состоящий из пяти песен, и продолжает гастролировать как трио. В 1999 в группу возвращается Адриан ДиТоммази. Группа вновь подписывает контракт с Slain Records и выпускает свой второй полноформатный альбом This Might Sting a Little. Альбом получает две номинации в GMA Dove Awards.
В 2000 группа записывает свой третий студийный альбом By God, который выиграл премию Inspirational Life в 2001 году. Альбом был также номинирован на 2 номинации Dove Awards. После басист Адриан ДиТоммази заявляет что полностью уходит из группы. Когда его спросили об уходе, он ответил «Это личное, никак не относится к бизнесу».
В 2003 Disciple записывают новый альбом Back Again, который не был так успешен, как остальные альбомы. В конце 2003 к группе присоединяется басист Джоуи Файв.
В 2005 году, подписав контракт с INO Records Disciple, выпускают одноимённый альбом, который получает две номинации Dove Awards.
Следующий альбом Scars Remain вышел 7 ноября 2006 года. Альбом получил две номинации Dove Awards.
8 января 2008 Кевин объявляет, что Брэд и Джоуи покидают группу по личным причинам, как это сделал ранее Адриан. Так же Кевин заявил, что Брэд «поможет в написании песен, и также будет играть на записи». Также Кевин объявил о двух новых участниках группы, ими стали гитарист Эндрю Уолч и басист Израэль Битчи. С новым составом группа отправляется в тур с SuperChick. В апреле 2008 группа объявляет о новом гитаристе Мике Саннане.
Southern Hospitality выходит 21 октября 2008 года. Также трек In the Middle of It Now становится главной темой для выхода бойцов WWE Курта Хоукинса и Зака Ридера.
28 апреля на станции RadioU Disciple объявляют о новом альбоме Horseshoes and Hand Grenades. Альбом вышел 14 сентября, но поклонники группы могли загрузить альбом до релиза. Также стало известно, что группа едет в тур с Thousand Foot Krutch в поддержку альбома Welcome To The Masquerade, и чуть позже едут с Red в тур. У них так же был тур с Ivoryline и Emery. Они стали хедлайнерами тура Rules of Engagement Tour, где выступили на одной сцене с Project 86 и Write This Down. Позже они присоединились к Kutlles и Newsboys в Born Again Experience tour. Позже Disciple присоединились к Skillet в Awake and Alive тур.
O God Save Us All выходит 13 ноября 2012 года. Первым синглом с альбома становится песня Draw The Line, вышедшая 14 августа в iTunes. В сентябре Эндрю Уолч объявляет об уходе из группы. В ноябре 2012 года группа запускает stream видео с презентацией нового альбома, где знакомит всех с новым гитаристом Ричардом Уордом, который приходит на замену Мике Санне. В 2013 году в группу приходят гитарист Эндрю Стэнтон, барабанщик Джоуи Вест и басист Джош Кинчело.

## Участники
Текущий состав
- Кевин Янг (Kevin Young) — вокал (1992 — настоящее время), бас-гитара (1995—1999)
- Джозайя Принс (Josiah Prince) — гитара (2012 — настоящее время)
- Эндрю Стэнтон (Andrew Stanton) — гитара (2013 — настоящее время)
- Джоуи Вест (Joey West) — ударные (2013 — настоящее время)
- Джош Кинчело (Josh Kincheloe) — бас-гитара (2015 — настоящее время)

Бывшие участники
- Трент Рифф (Trent Reiff) — ударные (2010 — сентябрь 2013)
- Джоуи Файф (Joey Fife) — бас-гитара (2003—2008)
- Адриан ДиТоммази (Adrian DiTommasi) — бас-гитара (1992—1995 & 1999—2000)
- Тим Барретт (Tim Barrett) — ударные (1992—2010)
- Брэд Ноа (Brad Noah) — гитара (1992—2008)
- Эндрю Уэлч (Andrew Welch) — гитара (2008—2012)
- Мика Саннан (Micah Sannan) — гитара (2008—2012)
- Рич Уорд (Rich Ward) — гитара (2012)
- Джейсон Уилкс (Jason Wilkes) — бас-гитара (2012—2015)

## Дискография
- What Was I Thinking (1995)
- My Daddy Can Whip Your Daddy (1997)
- This Might Sting a Little (1999)
- By God (2001)
- Back Again (2003)
- Disciple (2004)
- Scars Remain (2006)
- Southern Hospitality (2008)
- Horseshoes & Handgrenades (2010)
- O God Save Us All (2012)
- Attack (2014)
- Long Live The Rebels (2016)
- Love Letter Kill Shot (2020)